# Libnotes (Libnotes) zelota
Libnotes (Libnotes) zelota is een tweevleugelige uit de familie steltmuggen (Limoniidae). De soort komt voor in het Australaziatisch gebied.